# Ехо под Козаром
Ехо под Козаром је кратак документарни филм из 1961. године.

## Синопсис
Ехо којим је одјекнуо приједорски крај, догађаји из НОБ-а на Козари, појављује се у виду све већег друштвено-економског преображаја овог краја, некада једног од најзаосталијих у Босанској крајини. Тај преображај се саопштава у једној доста слободно компонованој филмској импресији сачињеној од секвенци попут великог митинга у Приједору, гробља палић бораца, пуштања у погон фабрике папир, те живота у савременом Приједору.